# Relación entre ciencia y religión
Se habla de la relación entre la ciencia y la religión para indicar los estudios y discusiones que surgen a la hora de establecer relaciones y de deslindar ámbitos de estudio entre lo que es propio de la fe y de las religiones, y lo que es  de la ciencia en sus distintas ramificaciones.
La relación entre religión y ciencia ha sido sujeto de estudio desde la antigüedad, por parte de filósofos, teólogos, científicos y otros autores. Según algunos, se caracterizaría como relación conflictiva, otros la describen como armónica, y otros proponen que sería de baja interacción.[cita requerida]

## Historia
En los mundos antiguo y medieval no se tenían concepciones que se asemejaran a las concepciones modernas de la "ciencia" o de la "religión".
Las obras de Aristóteles influenciaron profundamente a la filosofía natural de la Edad Media. Muchas de sus posturas filosóficas acerca de la eternidad del universo y el papel de Dios en el mundo contradecían a las doctrinas de las religiones monoteístas. Sin embargo, filósofos islámicos, judíos y cristianos intentaron reconciliar su filosofía con sus respectivas religiones. Durante la Edad Media, los teólogos cristianos utilizaban argumentos de las posturas de Aristóteles para responder preguntas sobre la naturaleza y la divinidad. Durante los siglos XV y XVI, la Iglesia católica reafirmó la autoridad de Aristóteles, aceptando la razón dentro del ámbito de la fe a causa de la aparición de nuevas ramas de la ciencia. Como respuesta, algunos pensadores relacionados con la revolución científica, señalaron las diferencias entre el pensamiento Aristotélico y el cristianismo. No obstante, las obras de Aristóteles jugaron un papel importante en la institucionalización, sistematización y expansión del concepto de razón que en la cristiandad se consideraba subordinada a la revelación, que contenía la verdad última y cuya verdad no podía ser cuestionada.
El desarrollo de las ciencias (especialmente la filosofía natural) en Europa occidental durante la Edad Media, tiene un origen importante en las obras de los árabes que se tradujeron a composiciones en griego y latín. En las universidades medievales, las facultades de filosofía natural y teología estaban separadas, y las facultades de filosofía a menudo no permitían que las discusiones relacionadas con temas teológicos se llevaran a cabo. La filosofía natural era considerada un área de estudio esencial por derecho propio y se consideraba necesaria para casi todas las áreas de estudio. Era un campo independiente, separado de la teología, que disfrutaba de una gran cantidad de libertad intelectual siempre y cuando estuviera delimitado al mundo natural. En general, hubo un apoyo religioso para las ciencias naturales a fines de la Edad Media y un reconocimiento de que era un elemento importante del aprendizaje.
La Edad Media sentó las bases de los avances en la ciencia durante el Renacimiento. Para 1630, la antigua autoridad de la literatura y la filosofía clásica, así como su necesidad, comenzó a erosionarse. Con el éxito absoluto de la ciencia y el avance constante del racionalismo, el individualismo científico ganó prestigio. Junto con los inventos de este período, especialmente la imprenta de Johannes Gutenberg que permitió la difusión de la Biblia en los idiomas distintos al latín. Esto permitió que más personas leyeran y aprendieran de las Escrituras, lo que condujo al movimiento evangélico.

### Revolución científica
La importancia de este período en las discusiones de ciencia y religión se debe en gran parte a las causas proporcionadas por la teoría copernicana en general (que desafió el pronunciamiento de que la tierra no se movía), y por la defensa de la teoría de Galileo en particular. En segundo lugar, solo después del darwinismo, la revolución copernicana y el asunto de Galileo se consideran con demasiada frecuencia como una demostración clara e irrefutable de que la ciencia y la religión simplemente no se mezclan, y que eran incompatibles entre sí. Este punto de vista solo se aceptó a fines del siglo XIX, cuando la ciencia se convirtió, no en un arma para ser utilizada contra la religión, sino en un campo de batalla, sobre el cual lucharon tanto los religiosos como los secularistas.
Galileo Galilei (1564-1642) difundió en sus escritos la teoría heliocéntrica de Copérnico según la cual la Tierra gira alrededor del Sol, y no al contrario. La Inquisición condenó estas ideas por oponerse abiertamente a las enseñanzas de la Escritura. En efecto, un pasaje bíblico narra cómo el caudillo hebreo Josué ordenó al Sol detenerse. A causa de esto, Galileo fue confinado, bajo custodia, en su villa de Arcetri hasta 1633. De allí pasó a Florencia, donde, ya ciego, siguió trabajando hasta su muerte en sus escritos.  
Respecto a la teoría darwinista, que habla de la evolución de las especies, chocaba frontalmente con el relato bíblico según el cual es Dios quien crea las especies. En consecuencia, la doctrina católica condenó la teoría darwinista, sobre todo la que incluía la evolución ininterrumpida desde el simio al hombre. Fue en esta época, cuando empezaron las fuertes contradicciones entre ciencia y religión católica, puesto que la primera estaba avanzando a causa de nuevos descubrimientos, la segunda mantenía una interpretación literal de la Biblia en la comprensión del ser humano, el mundo y la naturaleza.

### Periodo moderno
En el siglo XVII, los fundadores de la Royal Society mantuvieron en gran medida puntos de vista religiosos convencionales y ortodoxos, y varios de ellos eran prominentes miembros de la Iglesia. Los problemas teológicos que tenían el potencial de ser divisivos, generalmente se excluían de las discusiones formales de la Sociedad. La participación clerical en la Royal Society se mantuvo alta hasta mediados del siglo XIX, cuando la ciencia se profesionalizó más. Albert Einstein apoyó la compatibilidad de algunas interpretaciones de la religión con la ciencia. En "Ciencia, filosofía y religión, un simposio" publicado por la Conferencia sobre Ciencia, Filosofía y Religión en su relación con el estilo de vida democrático, Inc., Nueva York en 1941, Einstein declaró: 

De acuerdo con esto, una persona religiosa es devota en el sentido de que no tiene dudas sobre el significado y lo elevado de esos objetos y metas suprapersonales que no requieren ni son capaces de fundamentos racionales. Existen con la misma necesidad y realidad que él mismo. En este sentido, la religión es el antiguo esfuerzo de la humanidad para ser clara y completamente consciente de estos valores y objetivos, y para fortalecer y extender constantemente su efecto. Si uno concibe la religión y la ciencia de acuerdo con estas definiciones, entonces parece imposible un conflicto entre ellas. Porque la ciencia solo puede determinar lo que es, pero no lo que debería ser, y fuera de su dominio, los juicios de valor de todo tipo siguen siendo necesarios. La religión, por otro lado, solo trata con evaluaciones del pensamiento y la acción humana: no puede hablar justificadamente de hechos y relaciones entre hechos.

Según esta interpretación, los conocidos conflictos entre religión y ciencia en el pasado deben atribuirse a una interpretación errónea de la situación que se ha descrito. De este modo, Einstein expresa puntos de vista contrarios al naturalismo ético. Entre los científicos modernos destacados que son ateos se incluyen el biólogo evolutivo Richard Dawkins y el físico ganador del Premio Nobel Steven Weinberg. Entre los científicos prominentes que defienden las creencias religiosas se incluyen el físico ganador del Premio Nobel y miembro de la Iglesia de Cristo Unida Charles Townes, el cristiano evangélico y exdirector del Proyecto Genoma Humano Francis Collins, y el climatólogo John T. Houghton.

## Perspectivas

### Incompatibilidad
La mayoría de los filósofos y científicos contemporáneos opinan que la ciencia moderna y la religión persiguen el conocimiento del universo usando diferentes metodologías, en alguna medida u otra. El desacuerdo yace principalmente sobre cuáles son las implicaciones de la diferencia. Es decir, si son compatibles a la vez que distintas.
La postura de incompatibilidad reconoce tales diferencias. Los métodos de las religiones (como podrían ser la fe, el dogma, la revelación, la tradición y la autoridad) son diametralmente opuestos a, y rechazados por, la epistemología de la ciencia (que exalta la inferencia deductiva y empírica); y concluye que por lo tanto llevan a formar creencias incompatibles.
Esta tesis es defendida por científicos como Jerry Coyne, Sean Carroll, Richard Dawkins, Steven Weinberg, Carl Sagan, Marvin Minsky, Neil deGrasse Tyson y Juan Luis Arsuaga; o filósofos como Peter Boghossian y Bertrand Russell.
Al otro lado de la controversia, la incompatibilidad también tiene apoyo entre la población religiosa más conservadora; donde el literalismo, la preservación de la pureza de la tradición y la inerrancia de los textos sagrados han jugado un papel importante en el rechazo a la ciencia. Si bien no toda la oposición a la ciencia es producto de la ortodoxia religiosa; casos que sí lo son en el mundo contemporáneo incluyen la oposición a la biología evolutiva, cosmología y geología; la oposición a la investigación con células madre embrionarias, o el uso de tecnología de control de natalidad. A esto el neurocientífico y filósofo Sam Harris ha dicho que las interpretaciones religiosas fundamentalistas suelen superar en honestidad y consistencia a las moderadas, si bien son también las más incompatibles con la ciencia.

#### Tesis del conflicto histórico
Casos trágicos como el de Galileo Galilei y Giordano Bruno, asociados al surgimiento de la revolución científica, llevaron a académicos del siglo XVIII y XIX como John William Draper a postular una tesis de conflicto histórico permanente. Mientras que la tesis es popular entre el público general, va perdiendo relevancia entre historiadores contemporáneos de la ciencia. Esto se debe a que el problema de demarcación es una preocupación filosófica relativamente reciente. La antropología muestra que durante la mayor parte del tiempo las sociedades humanas no distinguieron entre religión y ciencia. Históricamente, las innovaciones científicas y técnicas previas a la Revolución Científica fueron logradas a través de sociedades organizadas por tradiciones religiosas. Luego gran parte del método científico fue innovado por académicos islámicos, y posteriormente por cristianos. El hinduismo aceptó la razón y el empirismo, indicando que la ciencia ofrece un legítimo pero incompleto conocimiento del mundo. El pensamiento confucionista ha mantenido diferentes puntos sobre la ciencia a través de la historia. La mayoría de los budistas actuales ven la ciencia como complementario a sus creencias.[cita requerida]

### Diálogo
Otros científicos e intelectuales contemporáneos — como Kenneth R. Miller, Francis Collins, Francisco J. Ayala, George Coyne y los asociados a la Fundación John Templeton — mantienen que el conflicto es ilusorio; o bien que la ciencia y la fe se apoyan mutuamente. Para muchos detractores del conflicto, la ciencia ha de ser vista como confirmación de las afirmaciones hechas por la fe (como los milagros). Por ejemplo, el teólogo y matemático Johnn Lennox ha intentado racionalizar la palabra creadora del Génesis con el "lenguaje del ADN"; y hacer corresponder las hipótesis inflacionarias con la doctrina de creación ex nihilo presente en la tradición judeocristiana. Al mismo tiempo, distintas confesiones como el hinduismo y el budismo proveen sus propias hipótesis ad hoc para tomar crédito por los mismos avances científicos.
Otra línea de argumentación a favor de la compatibilidad proviene de la apologética presuposicionalista, que aborda la relación en la otra dirección, proponiendo que es filosóficamente necesario aceptar los fundamentos cristianos para siquiera echar a andar la ciencia. De ahí también se deriva que la religión tenga supremacía en momentos de supuesto conflicto, como es el caso del creacionismo. La idea no es muy popular entre científicos y filósofos de la ciencia pero tiene numerosos suscriptores vernáculos, especialmente evangélicos y bautismales.

#### Integración
El sacerdote católico y filósofo Mariano Artigas, en su libro La mente del universo, desarrolla la postura de integración de la cosmovisión científica con la religiosa:

La cosmovisión actual nos ofrece una nueva comprensión de los caminos seguidos por la evolución, ya que completa la explicación clásica de la evolución con la perspectiva de la auto-organización. (...) la combinación de azar y necesidad, de variación y selección, junto con las potencialidades para la auto-organización, pueden ser contempladas fácilmente como el camino utilizado por Dios para producir el proceso de la evolución. Dados trucados, un universo preñado con la vida y con seres humanos, potencialidades específicas, son conceptos y metáforas que muestran la posibilidad de combinar  la gentil acción divina con la acción divina con la acción de las cosas naturales planeada por Dios mismo
Mariano Artigas

Pretende unir la ciencia y religión mediante la intervención de la filosofía. Pues, como dice, la ciencia tiene unos presupuestos filosóficos, y estos son tres: que hay un orden en la naturaleza (presupuesto filosófico puesto que esto es un problema ontológico); en segundo lugar, el ser humano es capaz de conocer ese orden (presupuesto epistemológico); y, en tercer lugar, que descubrirlo es valioso (presupuesto ético). Artigas concluye sus estudios afirmando que si la ciencia tiene éxito, entonces los supuestos de los que parte son correctos.

### Independencia
Algunos científicos temen que una vez presentada la disyuntiva entre ciencia o fe, la mayor parte del público optaría por mantener la última. Así, en el marco del fracaso de la educación científica en temas como evolución, el biólogo y geólogo agnóstico Stephen Jay Gould abogó por perpetuar la separación metafísica ilustrado-renacentista entre la naturaleza y los dominios supernaturales, en lo que él llamaba "Non-Overlapping Magisteria" (magisterios no-traslapados), liberando a la ciencia para hacer lo que sabe hacer mejor.
La propuesta no es exactamente nueva. Ya en su "Tratado del hombre" de 1633, René Descartes había articulado un dualismo de sustancias en aras de delimitar el alcance de la revolucionaria ciencia, que por vez primera vez en el mundo cristiano surgía como menester diferenciado de la religión.
La psicología del sentido común al día de hoy sigue reflejando esta separación conceptual entre lo mental o etéreo por un lado, y lo material o mundano por el otro.  Aunque la idea de pasar algunos asuntos al fuerte de la ciencia ha provocado recelo desde tiempos de Descartes, conforme al avance científico, prometer el derecho exclusivo de algunos misterios a las religiones también ha resultado complaciente entre teólogos y clérigos contemporáneos de vertiente sofisticada, particularmente de las curias católica y anglicana como Alister McGrath, quienes desean antes que nada proteger el remanente de la fe en su estado actual.

#### Críticas
Para el genetista cristiano Francis Collins, la religión sí tiene derecho a adjudicarse el mundo natural, en virtud de que el poder sobrenatural de Dios tiene dominio del mundo. Dice que "Gould erige un muro artificial entre ambos mundos... Estudiar el mundo natural es una oportunidad de observar la creación de Dios." No obstante, la relación entre fe y ciencia es asimétrica. Collins también piensa que "Dios no puede ser contenido en la naturaleza, y por lo tanto su existencia está fuera de la capacidad de la ciencia para emitir una opinión." 
Al respecto de un experimento controlado doblemente ciego financiado por la Fundación John Templeton para demostrar la eficacia de la oración, el filósofo Richard Swinburne condenó la práctica, arguyendo que Dios no concede milagros en situaciones artificiales. Richard Dawkins nota que los religiosos evidentemente estarían encantados de obtener la validación de la ciencia y otros tipos de pruebas que allanen el territorio de la fe. Dice que "un experimento doblemente ciego podía ser hecho; y se hizo. Pudo haber tenido un resultado positivo. Y si hubiese sido así... ¿Puede usted imaginar siquiera a un solo teólogo rechazando ese resultado positivo con base en que la investigación científica no es competente en asuntos religiosos? Por supuesto que no."
Sam Harris cree que la división entre ciencia y espiritualidad, además de ser una maquinación política erigida por Gould, es (1) responsable por los prejuicios sustentados contra la gente sin religión (si la religión completa una vida íntegra entonces quienes no la comparten son moralmente inferiores). (2) Que previene a muchos de sus colegas seculares de tomarse el progreso moral como una realidad histórica (especialmente en la escuela posmodernista). (3) Y que finalmente por inercia impide que la ciencia formalice el estudio de la psicología y la ética normativa.
Según el filósofo Daniel Dennett, aquello a lo que los compatibilistas (ya sean religiosos como Collins o irreligiosos como Gould) se refieren es a que es lógicamente posible valerse de la falacia de la ignorancia para proveer respuestas supernaturales a los misterios científicos actuales. Sin embargo se trata de una tregua insostenible, en tanto la ciencia continúa incursionándose en temas que antes eran vistos como propios del misticismo. Entonces dice Dennett que los religiosos moderados pasan a ser fundamentalistas, con nuevas excusas para rechazar la nueva ciencia que sí les es incompatible.

### Otras posturas
Según la físico Lisa Randall hablar del asunto es incoherente, ya que el mismo concepto de compatibilidad-incompatibilidad depende de someterse a reglas lógicas (como la regla de no-contradicción) para evaluar si una creencia religiosa y una científica son compatibles entre sí. Sin embargo la fe por definición no pretende respetar dichas reglas.

## Percepción pública
La investigación sobre la percepción de la ciencia por parte del púbico norteamericano concluye que los grupos más religiosos no ven ningún conflicto epistemológico general con la ciencia y no tienen diferencias con los grupos que no son religiosos en la propensión de la búsqueda de conocimientos científicos, aunque puede haber conflictos morales cuando los científicos hacen reconvenciones a los principios religiosos.
Estudios internacionales, que han consolado datos sobre la religión y la ciencia desde 1981-2001, han señalado que los países con alta religiosidad también tienen mayor optimismo por la ciencia; mientras que los países menos religiosos tienen más escepticismo sobre el impacto de la ciencia y la tecnología. El mismo estudio sugiere que los Estados Unidos es un caso insólito, comparado con otras potencias, mostrando una mayor fe tanto en Dios como en el avance científico.
En contraste, otros estudios estiman que más del 40% de la población estadounidense (y otras fracciones sustanciales en América Latina, África y el mundo islámico) rechazan la ciencia en materia de evolución y edad del Universo. Un estudio de 2013 sobre las variables que afectan la aceptación de la evolución concluyó que, al menos en los Estados Unidos, la religiosidad se correlaciona muy negativamente con dicha aceptación.